# Přímé bankovnictví
Přímé bankovnictví (řidčeji virtuální banka a ryze internetová banka) je koncepce bankovnictví, které:[zdroj?]
- má malý počet „kamenných“ bankovních poboček, v některých případech omezené jen na sídlo společnosti nebo žádné
- svým klientům poskytuje přístup ke jejich účtům, aniž by museli bankovní pobočku fyzicky navštívit a zároveň se potkat s pracovníkem banky:
  - sice samoobslužně, ale v místě banky, s nutnou osobní přítomností:
    - cizí směnky (šeky) - přes předtištěné směnky, celé jejich trhací knížečky vydané bankou, pro platební pokyny jejího zákazníka, k proplacení třetí straně, kdy tato musí osobně na pobočku banky výstavce;
      - elektronické šeky - stále fyzický šek, zato všek již zpracovávaná elektronicky, čtečkou magnetického inkoustu na předtištěném šeku. Síť elektronických šeků, ačkoli funguje např. po telefonním modemu, má své operátory podobně jako telefony, např. ACH v USA (anglicky en:automated clearing house).

    - bankomat - samoobslužné zařízení pod kontrolou banky, její HW i připojení: Zákazníkům vystavuje své GUI a vstupně-výstupní zařízení, včetně tiskárny.

  - sice s obsluhou, ale vzdálenou:
    - poštovní bankovnictví (anglicky en:Mail banking) - přes předtištěné obálky s popisem transakcí, i složitějších než jen pouhé platby, které klient zamýšlí udělat, pokyny odesílané bance poštou;
    - hlasový telefon - telefonní bankovnictví, kdy jsou pokyny bance podávány a dále prováděny prostřednictvím operátora nebo tzv. osobního bankéře;

  - v případě sice okamžitého, zato ale jen samoobslužného přístupu k účtu a bankovním transakcím, přes:
    - internet - internetové bankovnictví, pro osobní počítače s připojením k internetu, typicky přes prohlížeč webových stránek, a ne program spustitelný přímo na PC uživatele;
    - WAP - jiná verze internetového (http) bankovnictví, serverová aplikace na straně banky, generující jen odlehčená data pro zobrazení grafického/textového prostředí na klientovi, určená pro mobilní zařízení s omezenou rychlostí internetového připojení, slabou procesorovou silou a omezenými zobrazovacími schopnostmi jednoduchého mobilního zařízení;
    - mobilní telefon - také jako forma mobilního bankovnictví, ale ne hlasově, nýbrž jako aplikace přímo na mobilu, který dnes již má procesorovou kapacitu srovnatelnou s osobními počítači. Vyžaduje spolehlivé datové propojení s bankou, zde přes mobilní internet telefonních operátorů nebo WiFi.

- Eliminací tradičních způsobů přístupu k účtům a nákladům s nimi spojenými si banka může dovolit svým klientům nabízet vyšší úroky a nižší bankovní poplatky, pokud zákazník přistoupí na odosobněnou formu samoobslužné komunikace se strojovými službami banky.

## Historie virtuálních bank
Virtuální banky vznikaly až s příchodem internetu a mobilních telefonů během 90. let 20. století. Jako první virtuální banka se uvádí Security First Network Bank a to dne 18. října 1995. V českém prostředí se za ryze internetovou banku považuje např. mBank.

## Problémy přímého bankovnictví
Problémem internetového a mobilního bankovnictví v Česku je, že čeští uživatelé si i přes doporučení odborníků nemění hesla nebo si je mění pouze výjimečně. Podobně až polovina uživatelů nemá povědomí o zabezpečení svého mobilního telefonu. Rizikem bank je, že pokud je nový účet zakládán prostřednictvím internetu, doklady žadatele o založení účtu kontroluje pouze kurýr, který nemusí odhalit zfalšování dokladů. V mobilním bankovnictví je trend přestat používat bezpečnější SIM Toolkit a nahradit ho méně bezpečnými[zdroj?] mobilními bankovními aplikacemi kvůli lepší uživatelské přívětivosti a snadnému a pohodlnému ovládání.